# ماري بورنس
ماري بورنس (بالإنجليزية: Mary Burns)‏ (29 سبتمبر 1821 - 7 يناير 1863) هي امرأة أيرلندية من الطبقة العاملة، اشتهرت بكونها الشريكة العاطفية لفريدريك إنجلز. ولدت في مدينة مانشستر في إنجلترا، وعاشت فيها معظم حياتها.
لم يُكتب الكثير عن بيرنز. الإشارات المباشرة الوحيدة التي نجت منها هي رسالة من كارل ماركس إلى إنجلز عند علمه بوفاتها، حيث قال إنها كانت "حسنة الطباع للغاية" و"ذكية"، ورسالة من ابنة ماركس "إليانور"، تقول فيها إنها كانت "جميلة للغاية وذكية وفتاة ساحرة تمامًا، لكنها في السنوات اللاحقة كانت تشرب كثيرًا". كما لا توجد صور معروفة لبيرنز.

## علاقتها مع فريدريك إنجلز
التقى إنجلز أثناء إقامته الأولى في سالفورد ومانشستر بماري بورنس، ويعود ذلك إلى أوائل سنة 1843. ويُعتقد رغم عدم توثيق ذلك، أن ماري بورنس أرشدت إنجلز عن المنطقة، ودلته على أسوأ مناطق سالفورد ومانشستر لأبحاثه من أجل كتابه "حالة الطبقة العاملة في إنجلترا".
بعد ذلك اللقاء نشأ بين بورنس وإنجلز علاقة استمرت حتى وفاة بورنس المفاجئة عن عمر يناهز 41 عامًا في 7 يناير 1863. وعلى الرغم من أن العادة الدارجة آنذاك كانت الزواج، إلا أن الاثنين عارضا سياسيًا مؤسسة الزواج، معتبرينها عادة برجوازية ولم يتزوجا أبدًا.

## في الثقافة الشعبية
مثلت هانا ستيل شخصية بورنس في فيلم الشاب كارل ماركس لعام 2017. كما جسد الكاتب فرانك ماكغينيس حياتها وحياة أختها في مسرحية ماري وليزي سنة (1989). كما كانت موضوع قصيدة ماري التي كتبها جورج ويرث سنة 1845، والذي التقى بها في بروكسل من نفس العام.